# Orgilus fulgens
Orgilus fulgens är en stekelart som beskrevs av Muesebeck 1970. Orgilus fulgens ingår i släktet Orgilus och familjen bracksteklar. Inga underarter finns listade i Catalogue of Life.